# Lambeosaurus
Lambeosaurus este un gen de dinozauri din familia Hadrosauridae care a trăit cu aproximativ 76-75 milioane de ani în urmă, în Cretacicul superior (Campanian) în America de Nord. Este un dinozaur erbivor biped sau patruped, cu o creastă craniană, asemănătoare cu un topor. Mai multe specii au fost descrise, fosilele fiind găsite în Alberta (Canada), Montana (SUA) și peninsula  Baja California (Mexic), dar numai două specii din Canada sunt bine cunoscute. Lambeozaurul mexican (Lambeosaurus laticaudus) cu dimensiuni de aproximativ 15 metri lungime a fost unul dintre cele mai mari specii din ordinul Ornithischia.

## Descriere

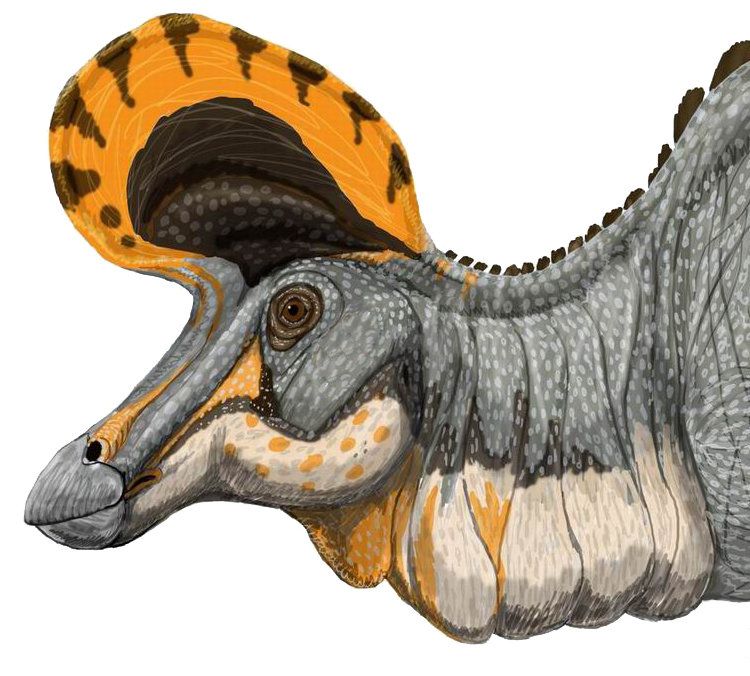
Lambeosaurus magnicristatus

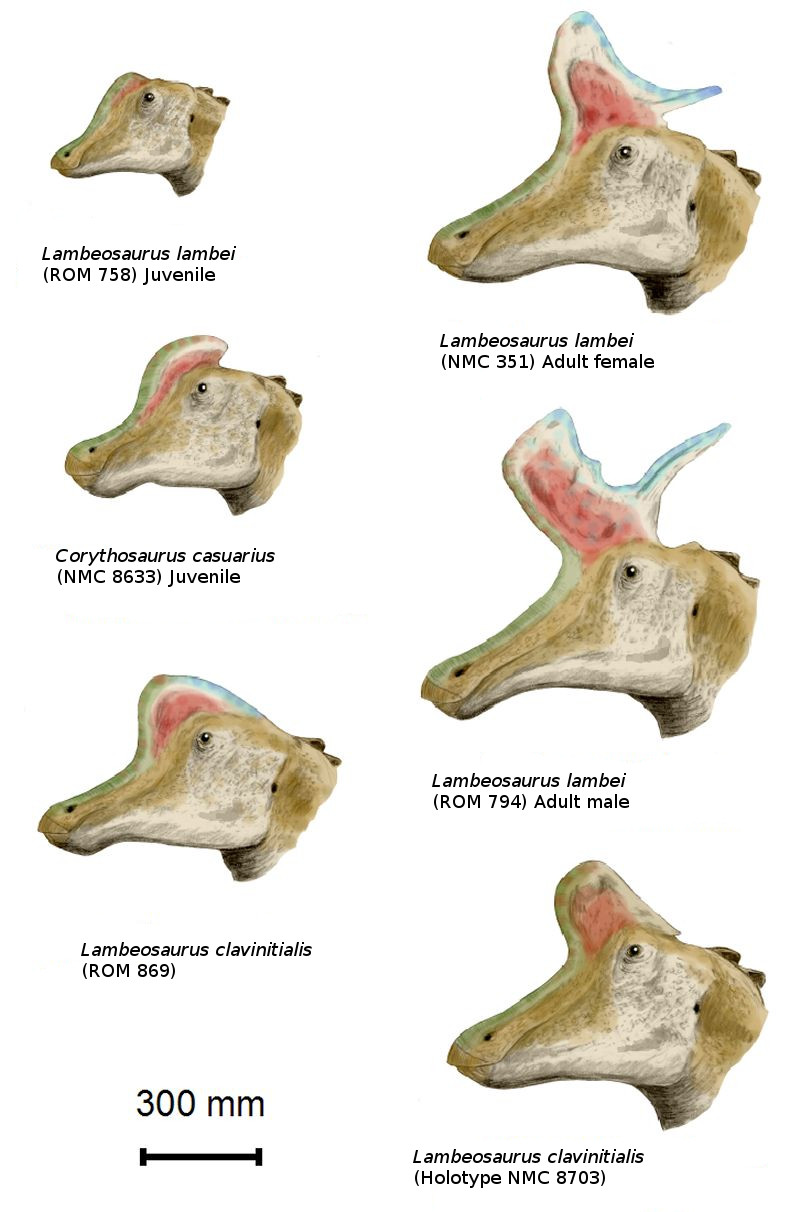
Lambeosaurul lambei comparativ cu alți Lambeosaurini

Comparativ cu ruda sa Corythosaurus, lambeozaurul avea o creastă palată înainte și cu pasajele nazale stivuite vertical.Lambeosaurus ca și alți hadrosaurizi se putea mișca atât pe două picioare cât și pe toate patru, așa cum arată urme ale animalelor înrudit. Labele aveau câte 4 degete dintre care primele trei formau o potcoavă cât timp al patrulea era liber fiind capabil de a interecționa du diferite obiecte.Lafel noebișnuit era însăși forma crestei la ambele specii de Lmbeozaur, Lambeosaurus lambei avînd creasta tăiată în două fiind asemenea unui topor, cât timp Lambeosaurus magnicristatus avea doar partea frontală a "toporului" care privea înainte formând un pompadour.